# Idea riukiuensis
Idea riukiuensis är en fjärilsart som beskrevs av Holland 1893. Idea riukiuensis ingår i släktet Idea och familjen praktfjärilar. Inga underarter finns listade i Catalogue of Life.